# Pseudojuloides inornatus
Pseudojuloides inornatus es una especie de peces de la familia Labridae en el orden de los Perciformes.

## Distribución geográfica
Se encuentra en la Península de Baja California (México ).